# ヴェローナ
ヴェローナ（伊: Verona ( 音声ファイル)）は、イタリア共和国ヴェネト州西部にある都市で、その周辺地域を含む人口約26万人の基礎自治体（コムーネ）。ヴェローナ県の県都である。
街の中心部には古代ローマ時代の円形競技場跡があり、街の象徴となっているほか、中世の町並みがよく残っており、2000年には「ヴェローナ市街」としてユネスコの世界遺産（文化遺産）に登録された。シェイクスピアの戯曲『ヴェローナの二紳士』『ロミオとジュリエット』の舞台としても知られる。

## 名称
Verona は [veˈrona] と発音される。日本語文献ではヴェローナのほか、ベローナ、ヴェロナなどとも記される。
標準イタリア語以外では以下の名称を持つ。
- ヴェネト語: Verona または Veròna

## 地理

### 位置・広がり
ヴェローナ県の中部に位置する、アディジェ川沿いの都市である。マントヴァから北東へ35km、ヴィチェンツァから西南西へ45km、ブレシアから西南西へ61km、トレントから南南西へ71km、州都ヴェネツィアから西へ105kmの距離にある。また、ガルダ湖の約30km東に位置する。

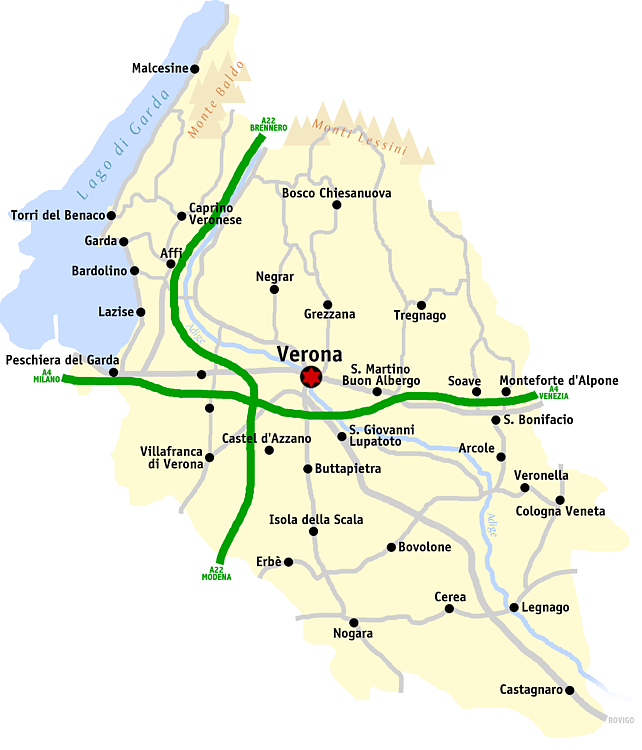
ヴェローナ県概略図

#### 隣接コムーネ
隣接するコムーネは以下の通り。
| - ネグラール・ディ・ヴァルポリチェッラ - 北 - グレッツァーナ - 北 - ロヴェレー・ヴェロネーゼ - 北東 - サン・マウロ・ディ・サリーネ - 北東 - トレニャーゴ - 北東 - メッツァーネ・ディ・ソット - 北東 - サン・マルティーノ・ブオン・アルベルゴ - 東 - サン・ジョヴァンニ・ルパトート - 南東 | - ブッタピエトラ - 南 - カステル・ダッツァーノ - 南 - ヴィッラフランカ・ディ・ヴェローナ - 南西 - ソンマカンパーニャ - 西 - ソーナ - 西 - ブッソレンゴ - 北西 - ペスカンティーナ - 北西 - サン・ピエトロ・イン・カリアーノ - 北西 |

## 気候
ケッペンの気候区分では、温暖湿潤気候に区分される。降水量が多い季節は春から秋にかけてであるが、真夏に当たる7月は日照が多く降水量が少ない。イタリアの中では夏場は涼しい気候であるものの、乾燥した暑さが続き、30℃を超える日も多い。冬は氷点下まで冷え込む日も多く、日照時間も少ないため比較的寒冷である。
| ヴェローナ (1971–2000, 極値 1946–)の気候                | ヴェローナ (1971–2000, 極値 1946–)の気候 | ヴェローナ (1971–2000, 極値 1946–)の気候 | ヴェローナ (1971–2000, 極値 1946–)の気候 | ヴェローナ (1971–2000, 極値 1946–)の気候 | ヴェローナ (1971–2000, 極値 1946–)の気候 | ヴェローナ (1971–2000, 極値 1946–)の気候 | ヴェローナ (1971–2000, 極値 1946–)の気候 | ヴェローナ (1971–2000, 極値 1946–)の気候 | ヴェローナ (1971–2000, 極値 1946–)の気候 | ヴェローナ (1971–2000, 極値 1946–)の気候 | ヴェローナ (1971–2000, 極値 1946–)の気候 | ヴェローナ (1971–2000, 極値 1946–)の気候 | ヴェローナ (1971–2000, 極値 1946–)の気候 |
| 月                                                      | 1月                                      | 2月                                      | 3月                                      | 4月                                      | 5月                                      | 6月                                      | 7月                                      | 8月                                      | 9月                                      | 10月                                     | 11月                                     | 12月                                     | 年                                       |
| ------------------------------------------------------- | ---------------------------------------- | ---------------------------------------- | ---------------------------------------- | ---------------------------------------- | ---------------------------------------- | ---------------------------------------- | ---------------------------------------- | ---------------------------------------- | ---------------------------------------- | ---------------------------------------- | ---------------------------------------- | ---------------------------------------- | ---------------------------------------- |
| 最高気温記録 °C （°F）                                  | 19.8 (67.6)                              | 22.1 (71.8)                              | 27.2 (81)                                | 31.8 (89.2)                              | 36.6 (97.9)                              | 36.4 (97.5)                              | 38.2 (100.8)                             | 39.0 (102.2)                             | 33.2 (91.8)                              | 29.2 (84.6)                              | 23.6 (74.5)                              | 18.8 (65.8)                              | 39.0 (102.2)                             |
| 平均最高気温 °C （°F）                                  | 6.1 (43)                                 | 8.9 (48)                                 | 13.4 (56.1)                              | 17.2 (63)                                | 22.7 (72.9)                              | 26.3 (79.3)                              | 29.2 (84.6)                              | 28.8 (83.8)                              | 24.4 (75.9)                              | 18.0 (64.4)                              | 11.0 (51.8)                              | 6.7 (44.1)                               | 17.7 (63.9)                              |
| 日平均気温 °C （°F）                                    | 2.5 (36.5)                               | 4.5 (40.1)                               | 8.4 (47.1)                               | 12.0 (53.6)                              | 17.2 (63)                                | 20.8 (69.4)                              | 23.6 (74.5)                              | 23.3 (73.9)                              | 19.0 (66.2)                              | 13.3 (55.9)                              | 7.1 (44.8)                               | 3.1 (37.6)                               | 12.9 (55.2)                              |
| 平均最低気温 °C （°F）                                  | −1.2 (29.8)                              | 0.1 (32.2)                               | 3.4 (38.1)                               | 6.8 (44.2)                               | 11.7 (53.1)                              | 15.4 (59.7)                              | 18.0 (64.4)                              | 17.8 (64)                                | 13.7 (56.7)                              | 8.7 (47.7)                               | 3.2 (37.8)                               | −0.4 (31.3)                              | 8.1 (46.6)                               |
| 最低気温記録 °C （°F）                                  | −18.4 (−1.1)                             | −18.4 (−1.1)                             | −10.4 (13.3)                             | −2.2 (28)                                | 0.0 (32)                                 | 3.8 (38.8)                               | 7.3 (45.1)                               | 8.1 (46.6)                               | 2.0 (35.6)                               | −4.6 (23.7)                              | −7.9 (17.8)                              | −15.5 (4.1)                              | −18.4 (−1.1)                             |
| 降水量 mm （inch）                                      | 50.9 (2.004)                             | 43.3 (1.705)                             | 48.7 (1.917)                             | 70.4 (2.772)                             | 74.2 (2.921)                             | 87.2 (3.433)                             | 62.6 (2.465)                             | 81.7 (3.217)                             | 76.2 (3)                                 | 91.0 (3.583)                             | 64.8 (2.551)                             | 52.5 (2.067)                             | 803.5 (31.634)                           |
| 平均降水日数 （≥1.0 mm）                                | 6.8                                      | 5.1                                      | 6.0                                      | 8.9                                      | 8.6                                      | 8.6                                      | 5.5                                      | 5.8                                      | 6.0                                      | 7.4                                      | 7.1                                      | 6.2                                      | 82.0                                     |
| % 湿度                                                  | 85                                       | 78                                       | 73                                       | 75                                       | 73                                       | 73                                       | 73                                       | 74                                       | 76                                       | 81                                       | 84                                       | 84                                       | 77                                       |
| 平均月間日照時間                                        | 94                                       | 102                                      | 156                                      | 180                                      | 241                                      | 255                                      | 304                                      | 262                                      | 199                                      | 158                                      | 72                                       | 81                                       | 2,104                                    |
| 出典1：Servizio Meteorologico (humidity 1961–1990)      |                                          |                                          |                                          |                                          |                                          |                                          |                                          |                                          |                                          |                                          |                                          |                                          |                                          |
| 出典2：Danish Meteorological Institute (sun, 1931–1960) |                                          |                                          |                                          |                                          |                                          |                                          |                                          |                                          |                                          |                                          |                                          |                                          |                                          |

## 歴史

### 古代

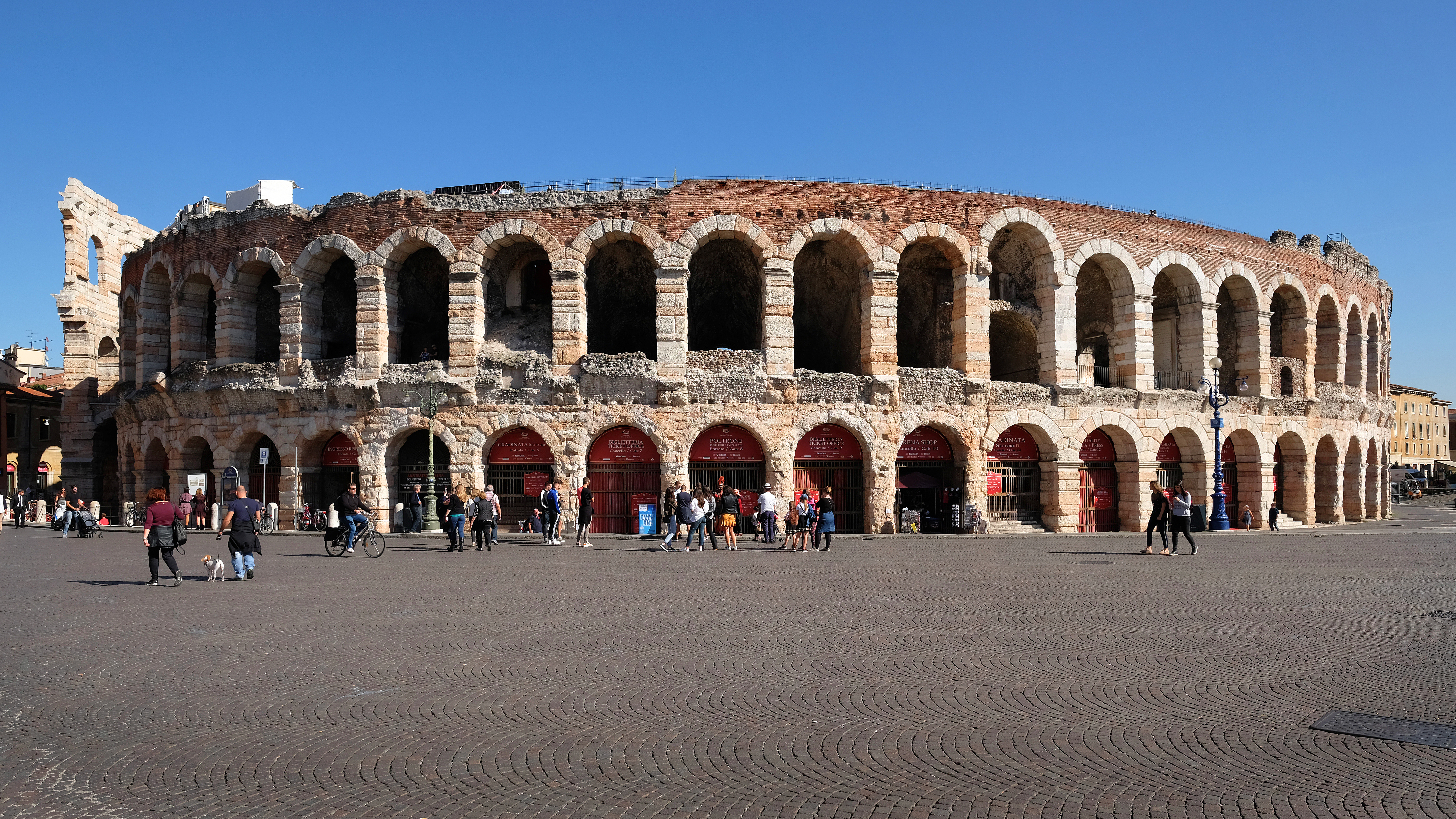
ヴェローナ円形闘技場

ヴェローナの歴史は先史時代に遡る。先史時代末期にはすでに集落が作られていた。ラエティー人、エトルリア人、ガリア人、ローマ人と交流があったことが出土品からわかっている。紀元前3世紀には共和政ローマとの同盟関係に入った。ガリア人のローマへの進攻、カルタゴとのカンナエの戦いにおいてはともにローマの同盟都市としてローマ側で戦った。また紀元前1世紀のゲルマン人、テウクニー族やキンブリー族との戦いにも参加した。
ヴェローナは紀元前1世紀頃には既に共和政ローマの支配下にあり、紀元前49年にムニキピウムの都市格を得た。古代ローマの詩人カトゥルス（前84年頃 - 前54年頃）によれば、紀元前1世紀にラテン植民市の都市格を得ていたとする説もある。街の基軸通りのデクマヌス・マクシムス（現 Corso Porta Borsari）とカルド・マクシムス（現 Via Cappello）の交点には市民の集会所であるフォルム（現 エルベ広場）が、都市の入口にはボルサーリ門やレオーニ門等が造られ現在でも残っている。また、ポストゥミア街道に建てられていたガビ門は隣接地に移設され現在でもその姿を留めている。基軸通りを中心に碁盤の目状に造られた街路は現在でもヴェローナ旧市街の街路にその姿を見ることが出来る。その他に円形闘技場、ローマ劇場などの基幹施設が建てられた。アディジェ川の渡河点であるヴェローナは、ローマと北方および東方属州への連絡点として、ポストゥミア街道、クラウディア・アウグスタ街道、ガリカ街道などのローマ街道が交わる交通の要衝にあり、たびたびローマの覇権を争う戦いの舞台となった。例としてウェスパシアヌスとウィテリウス (69年)、フィリップス・アラブスとデキウス (249年)、コンスタンティヌス1世とルリキウス (312年) がある。ヴェローナはガッリエヌス帝によって築かれた城壁をもっており、ルリキウスはこれによって篭城したが、敗れた。ガッリエヌス帝は、ヴェローナをコロニア・アウグスタ・ヴェローナ・ノヴァ・ガッリエニアナと改名したことが凱旋門等の碑文から分かっている。キリスト教の公認後、ヴェローナはゆっくりとキリスト教に改宗していった。その一方でたびたびアリウス派、シルミウスのフォティノス、エルウィディウスなど主要な異端の影響を受けた。正統教義を維持したのはサン・ゼノ聖堂(en)の司教であった。5世紀にはヴェローナは東ローマ帝国のかわりに蛮族の支配者をもつことになった。

### 中世初期
403年、西ゴート族の王アラリック1世はダルマティアからポー平原へ出て、ヴェローナに立てこもった。これは西ローマ帝国軍の司令官スティリコにより撃退されたが、452年、フン族の王アッティラが50万の軍勢を率いて、破壊を行いながらヴェローナの近くまで来襲した。軍勢の移動は教皇レオ1世と皇帝の使節により説得されて止まった。これにはレオ1世の説得の言葉と多額の貢納金が功を奏したと考えられる。帝国が東西に分裂した後、476年、ゴート人のオドアケルに西ローマ皇帝ロムルス・アウグストゥスは追放された。イタリア王を称したオドアケルはローマ式の統治を行い、社会は安定し、農業と経済に好影響を与えた。しかしオドアケルの統治は東ゴート族の王テオドリックによって終わった。オドアケルはヴェローナを要塞化し、ヴェローナでテオドリックと戦った（ヴェローナの戦い (489年)）。しかし敗れてラヴェンナへ敗走、のちに殺害された。
テオドリックはヴェローナに軍隊を集め、自らも好んで滞在した。このためヴェローナは事実上の都の様相を見せた。テオドリックはまたゲルマン人の来寇により破壊されたヴェローナの城壁を修復した。東ローマ帝国に敗れ、東ゴート王国が滅びるとヴェローナは東ローマ帝国の版図に入ったが、その時期は短く、6世紀半ばに終わった。568年、ランゴバルト族の王アルボイノはヴェローナ、ラヴェンナ、イタリアの他の都市に進攻した。ランゴバルト族は数年の間、街や教会を破壊し、掠奪や殺戮を行ったが、キリスト教に改宗して穏やかな態度を取るように変化した。774年、シャルルマーニュはヴェローナでランゴバルトの最後の王デジデリウスを破り、ランゴバルト王国を滅ぼした。のちにヴェローナに葬られる、シャルルマーニュの息子ピピンは、ヴェローナに発展の基盤をもたらすことになった。教会に寄進がなされ、記念のためにサン・ゼノ聖堂が建てられた。カロリング朝の没落はヴェローナの非イタリア人支配の時代の終わりの始まりを告げることになる。ヴェローナはバイエルン辺境伯、次いでケルンテン辺境伯（ケルンテンは現オーストリア西部）の領地になった。この時期、中世初期イタリアを代表する学者である司教ラテリウスが、たびたび領主代理と市の関係が悪化するたびに登場している。950年、ヴェローナ辺境伯領が設けられ、サンボニフィチオ家がはじめて史料に現れる。961年、ドイツとイタリアが一つの王冠のもとに結ばれると、ヴェローナは、サン・ゼノ修道院長のもと、ドイツ人の王が滞在する唯一のイタリア都市となった。イタリア統治のための議会や協定が数々ヴェローナで行われた。

### 中世盛期からルネサンス
1117年にヴェローナ近郊を震央とするM6.9の地震が発生した。この地震によって全体で約3万人が死亡、ヴェローナでは円形闘技場や聖堂・教会などほぼすべての建築物がダメージを受け、ロマネスク様式以前の建築物がほぼ一掃された。

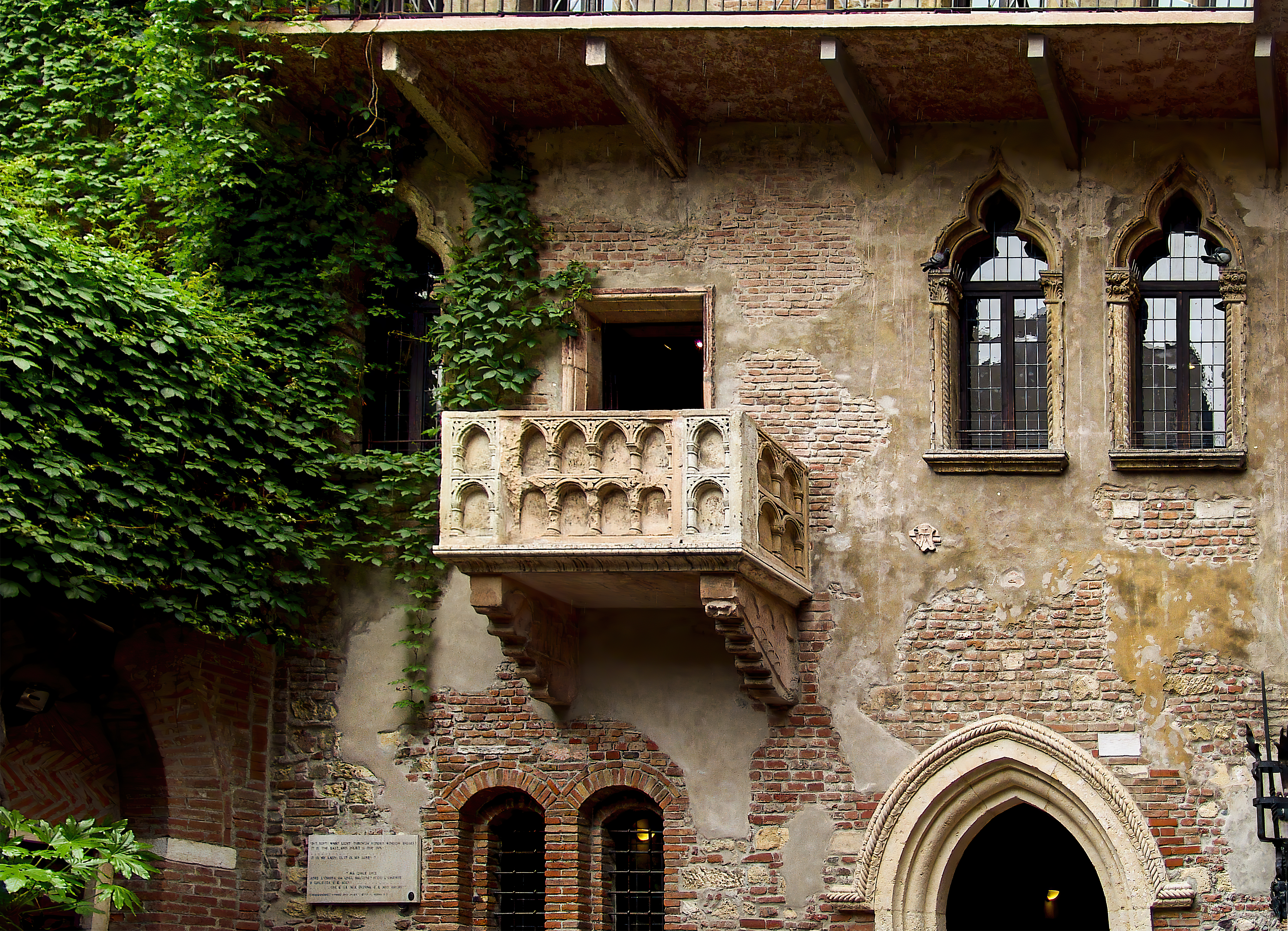
ジュリエットの銅像（左）とバルコニー

1136年、ヴェローナは都市特許状を得、コムーネとなった。封建時代のヴェローナは寡頭制を取り、幾つかの有力な貴族によって統治されていた。13世紀には、神聖ローマ皇帝フリードリヒ2世の協力を得て、パドヴァ、ヴィチェンツァ、トレントを征服した。13世紀以降のローマ教皇と皇帝の争いでは、ヴェローナの支配者はエッチェリーノ3世・ダ・ロマーノのように概して皇帝派（ギベリン）についた。ヴェローナの支配者はスカリジェリ家（デッラ・スカラ家）、ヴィスコンティ家、パドヴァのカッラーラ家と変わっていき、ヴェローナの支配層の間には憎しみを帯びた熾烈な闘争があった。その模様はシェイクスピアの戯曲の中にも描かれている。パドヴァのカッラーラ家はヴェローナの同盟者のひとりであったが、1402年にヴィスコンティが死ぬと、ヴェローナの支配権を手中に納めた。しかし3年後にはカッラーラ家は滅び、ヴェローナとパドヴァの両方を失うことになった。おそらくはカッラーラ家とともに、ヴェローナを蔽った闘争の時代は終わったのであろう。
1405年にヴェローナはヴェネツィア共和国の支配下に入った。ルネサンス期のヴェローナは商業また文化の中心として発展した。この世紀における人口には振幅が激しく、1511年に38,000人だった人口は1512年には25,000人に減少し、1526年には55,000人に上るが、1530年にはペストのため20,000人に減少している。数多くの学校が生まれ、ヨーロッパ規模の文化的な活動が展開された。ヴェネツィア共和国の支配は、1797年の共和国の終焉まで続いた。

### 近現代
ナポレオン・ボナパルトがイタリアに進攻し、ヴェネツィア共和国が滅びると、ヴェローナはフランスの支配下におかれることになった。 1797年よりオーストリア領となり、ウィーン体制下でもオーストリアの支配が続いた。1822年にはこの都市で五国同盟の会議が開催され、スペイン立憲革命に対する軍事介入が確認された。（イギリスは反対。）1866年、イタリア王国領となった。

## 行政

### 行政区画

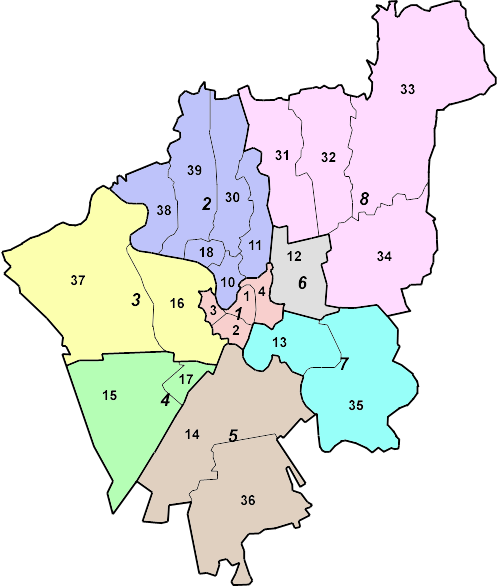
ヴェローナの行政区画

#### クアルティエーレとフラツィオーネ
市街地ではクアルティエーレ（quartiere、区）、郊外ではフラツィオーネ（分離集落）の、あわせて23の地区（zone amministrative）に分けられる。
- Centro storico
  - 1. Città antica
  - 2. Cittadella
  - 3. San Zeno
  - 4. Veronetta
- Quartieri moderni
  - 10. Borgo Trento
  - 11. Valdonega
  - 12. Borgo Venezia (che comprende Borgo Trieste)
  - 13. Porto San Pancrazio
  - 14. Borgo Roma
  - 15. Santa Lucia
  - 16. Borgo Milano (che comprende le località di Chievo e Saval)
  - 17. Golosine
  - 18. Ponte Crencano
- Frazioni（フラツィオーネ）
  - 30. Avesa
  - 31. Quinto
  - 32. Santa Maria in Stelle
  - 33. Mizzole
  - 34. Montorio
  - 35. San Michele
  - 36. Cadidavid
  - 37. San Massimo
  - 38. Parona
  - 39. Quinzano

#### 行政区
ヴェローナ市は、以下の8つの行政区（Circoscrizione）に分けられている。
- Circoscrizione 1: Città Antica, Veronetta, Cittadella, San Zeno
- Circoscrizione 2: Borgo Trento, Avesa, Quinzano, Parona, Valdonega, P.te Crencano
- Circoscrizione 3: Borgo Milano, Stadio, Chievo, San Massimo, Basson, Borgo Nuovo, Saval
- Circoscrizione 4: Santa Lucia, Golosine, Madonna di Dossobuono
- Circoscrizione 5: Borgo Roma, Cadidavid
- Circoscrizione 6: Borgo Venezia, Borgo Trieste, San Felice
- Circoscrizione 7: Porto San Pancrazio, San Michele Extra, Madonna di Campagna
- Circoscrizione 8: Montorio, Mizzole, Quinto, Poiano, Marzana, S. Maria in Stelle

## 文化・観光

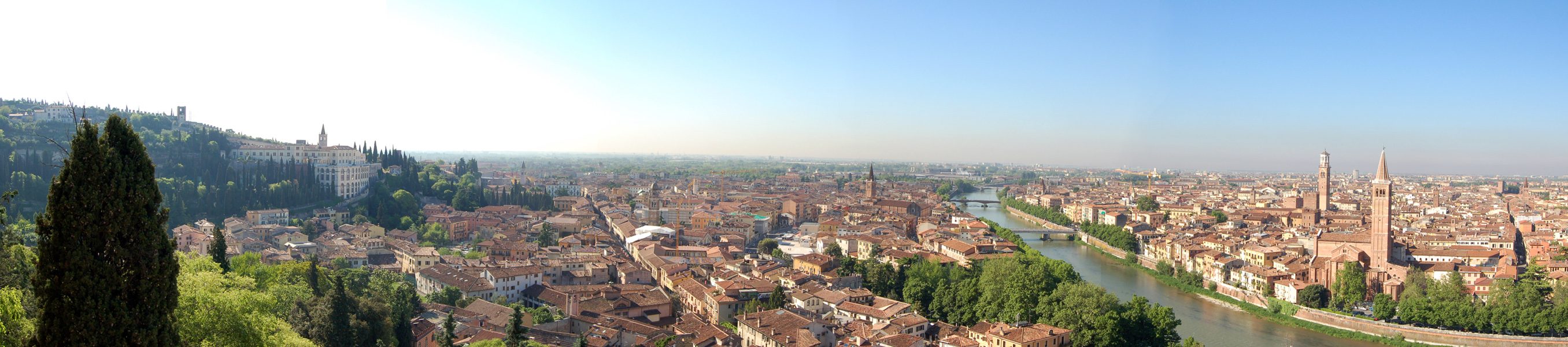
Castel San Pietroより

### ヴェローナ市街
エルベ広場やシニョーリ広場を中心とする旧市街一帯は、世界遺産に「ヴェローナ市街」として登録されている。
中世の町並みにローマ遺跡が残り、ヴェローナ円形闘技場が代表格である。この円形闘技場では毎年7月～9月にかけ野外オペラ（アレーナ・ディ・ヴェローナ音楽祭）が上演される。
また、シェイクスピアの『ロミオとジュリエット』の舞台であり、映画や舞台でおなじみのバルコニーは観光名所となっている。ここは「ジュリエッタの家」と呼ばれており、館内には当時の家具や日用品が展示されている。前庭にはジュリエッタの像もある。
他にはカステルヴェッキオ (ベローナ)、スカラ家の廟(英語版)、ジュリエッタの墓、ローマ劇場、考古学博物館(イタリア語版)などがある。

## 主な観光名所

### アレーナ
ベローナで最も有名な観光名所は、古代ローマ時代の円形闘技場である。1世紀に建設され、約3万人を収容できた。現在は夏季にオペラの野外公演などが行われている。

### ジュリエットの家
シェイクスピアの戯曲『ロミオとジュリエット』のヒロイン、ジュリエットのモデルとされる実在の女性が暮らしていたとされる建物。13世紀頃に建てられたゴシック様式の建物で、中庭にはジュリエットの銅像がある。

### エルベ広場
中世から市の中心となってきた広場で、周囲には歴史的建造物が立ち並ぶ。広場の中央には、ヴェローナ出身の詩人ダンテ・アリギエーリの銅像がある。

### スカリジェーリ城
14世紀、スカリジェーリ家の権力の象徴として建設された城。アディジェ川を見下ろす小高い丘の上に位置し、赤レンガ造りの威容を誇る。

## スポーツ

### サッカー
古豪エラス・ヴェローナFCと、ACキエーヴォ・ヴェローナが、小規模のクラブながら同じ地域に2つのサッカークラブが存在する。スタジアムは両チームともスタディオ・マルカントニオ・ベンテゴディを使用している。
1903年に創設されたエラス・ヴェローナは、昇格と降格を繰り返しているが、1984-1985シーズンにセリエA優勝を果たしている。
1929年に創設されたキエーヴォ・ヴェローナは、2000年代まではセリエBより下のカテゴリーで活動していたが、それ以降はセリエAに定着し、2004-2005シーズンにおいてUEFAチャンピオンズリーグ出場権を獲得するなどの好成績を挙げた。

### 自転車
1999年と2004年の2回に渡って自転車ロードレース世界選手権が開催されている。

## 姉妹都市
以下の都市と姉妹都市協定を結んでいる。
- プーラ（クロアチア）
- ニーム（フランス）
- ミュンヘン（ドイツ）
- ザルツブルク（オーストリア）
- ベツレヘム（パレスチナ）
- ラアナナ（イスラエル）
- コシツェ（スロヴァキア）
- 長浜市（日本・滋賀県）
  - 1992年7月30日 姉妹都市提携[22][23]

長浜に工場、ヴェローナに販売会社を持つキヤノンの仲介により、1988年より交流を開始。
- フレズノ（アメリカ合衆国）

## 交通

### 道路
高速道路
- アウトストラーダ A4
- アウトストラーダ A22

### 空港
ヴェローナ・ヴィッラフランカ空港が市街の約12km南西にある。空港の主要部はヴィッラフランカ・ディ・ヴェローナにあり、敷地の一部がヴェローナ市域に含まれる。

### 鉄道
- ヴェローナ・ポルタ・ヌオーヴァ駅

## 人物

### 著名な出身者
- ジローラモ・フラカストロ - 16世紀の科学者。研究分野は医学、天文学、地質学、数学に及ぶ
- ミケーレ・サンミケーリ - ルネサンス期の建築家
- パオロ・ヴェロネーゼ - ルネサンス期の画家
- ジュゼッペ・トレッリ - イタリア盛期バロック音楽の作曲家、ヴァイオリニスト
- アレアルド・アレアルディ - 19世紀の詩人
- ジョヴァンニ・モレッリ - 19世紀の医師、美術研究者、政治家。美術作品の鑑定に科学的手法を導入した
- チェーザレ・ロンブローゾ - 19世紀の精神科医。犯罪人類学の創始者
- エミリオ・サルガーリ - 19-20世紀の冒険小説作家
- レナート・シモーニ - 19-20世紀の劇作家、オペラ台本作家、演劇評論家、映画監督
- ジュゼッペ・アダーミ - 19-20世紀の劇作家、オペラ台本作家
- ブルーノ・ルフォ - オートバイレーサー
- ガエタノ・コンプリ - 日本で活動するカトリック聖職者
- マリオ・カペッキ - 米国の遺伝学者。ノーベル生理学・医学賞受賞者
- マリオ・コルソ - サッカー選手
- ジリオラ・チンクェッティ - 歌手